# Elliot R. Wolfson
Pour les articles homonymes, voir Wolfson.
 (septembre 2019).
Elliot R. Wolfson, né le 23 novembre 1956, est titulaire de la chaire Marsha et Jay Glazer en études juives de l'Université de Californie à Santa Barbara Il était auparavant professeur Abraham Lieberman d'études hébraïques et judaïques à l'Université de New York (1987-2014). 

## Biographie
Ses études portent principalement sur l’histoire de la mystique juive, bien que sa formation et ses contributions touchent également le champ de la philosophie, de la critique littéraire, de la théorie féministe, de l'herméneutique postmoderne, des traditions mystiques orientales et la phénoménologie de la religion. Ses publications ont remporté des prix prestigieux tels que le Prix de l’Académie américaine des religions, en 1995, pour leur excellence en matière d’étude de la religion (dans la catégorie des études historiques), le Prix de l’Académie américaine des religions, en 2012, pour leur excellence en matière d'études constructives et réflexives, et le Prix national du livre juif pour celle de ses travaux académiques en 1995 et 2006. Il a également publié deux volumes de poésie et ses peinture ont fait l'objet d'une exposition en galerie. Wolfson est rédacteur en chef du Journal de la pensée et de la philosophie juives depuis sa création en 1992. Il a par ailleurs été membre de divers comités de rédaction de séries, de livres et de revues. 
En outre, Wolfson a reçu plusieurs prix et distinctions académiques, parmi lesquels: professeur invité Regenstein en études juives à la Divinity School de l’Université de Chicago (1992); professeur invité à l’Université d’État russe en sciences humaines (1995); membre de l'Institute for Advanced Study, Princeton, New Jersey (1996); professeur invité distingué Shoshana Shier à Université de Toronto (1998); membre de l'Institut des hautes études de l'Université hébraïque (2000, 2008-2009); professeur invité Couronne-Minnow des études de théologie et d'études juives à Université de Notre Dame (2002); professeur invité Browntsone en études juives à Dartmouth College (2003); professeur invité au Centre de sciences humaines de l'Université Johns Hopkins (2005); professeur de mysticisme juif à l'Université du Shandong, Jinan, Chine (2005); professeur invité Lynette S. Autrey, Centre de recherche en sciences humaines, Université Rice (2007); chercheur au Centre for Advanced Jewish Studies de l'Université de Pennsylvanie (2012); le professeur invité en études juives à l'Université de Harvard à Weinstock (2016). Il a également enseigné à l'Université Cornell, au Queens College, à l'Université de Princeton, au Séminaire théologique juif d'Amérique, au Reconstructionist Rabbinical College, au Hebrew Union College, au Bard College et à la Columbia University. Wolfson est membre de l'Académie américaine des arts et des sciences, de l'Académie américaine de la recherche juive et de la Société américaine pour l'étude de la religion. 
Wolfson a obtenu un baccalauréat et une maîtrise en philosophie du Queens College de la City University de New York, ainsi qu'une maîtrise et un doctorat en études orientales et judaïques de l’Université Brandeis, où il a suivi une formation sous la direction d’ Alexander Altmann . 
Le fils de Wolfson, Elijah Wolfson, était jadis rédacteur en chef de Newsweek . et est maintenant rédacteur en chef adjoint de Quartz.